# Zoom Torino
Zoom là một công viên safari, sở thú và công viên giải trí trong Cumiana, Piedmont, miền bắc nước Ý, được tạo vào năm 2009; mở rộng trên một diện tích 180.000 mét vuông..